# Saint-Ouen-du-Tilleul
Saint-Ouen-du-Tilleul település Franciaországban, Eure megyében. Lakosainak száma 1777 fő (2022. január 1.). Saint-Ouen-du-Tilleul Elbeuf, La Londe és Bosroumois községekkel határos.

## Népesség
A település népessége az elmúlt években az alábbi módon változott:
| Lakosok száma | 616  | 1203 | 1521 | 1542 | 1570 | 1605 | 1653 | 1696 | 1747 | 1777 |
|               | 1968 | 1982 | 1990 | 2006 | 2013 | 2015 | 2017 | 2019 | 2020 | 2022 |